# Aeginetia mpomii
Aeginetia mpomii är en snyltrotsväxtart som beskrevs av Letouzey. Aeginetia mpomii ingår i släktet Aeginetia och familjen snyltrotsväxter. Inga underarter finns listade i Catalogue of Life.